# St. Cyriacus (Kellinghusen)

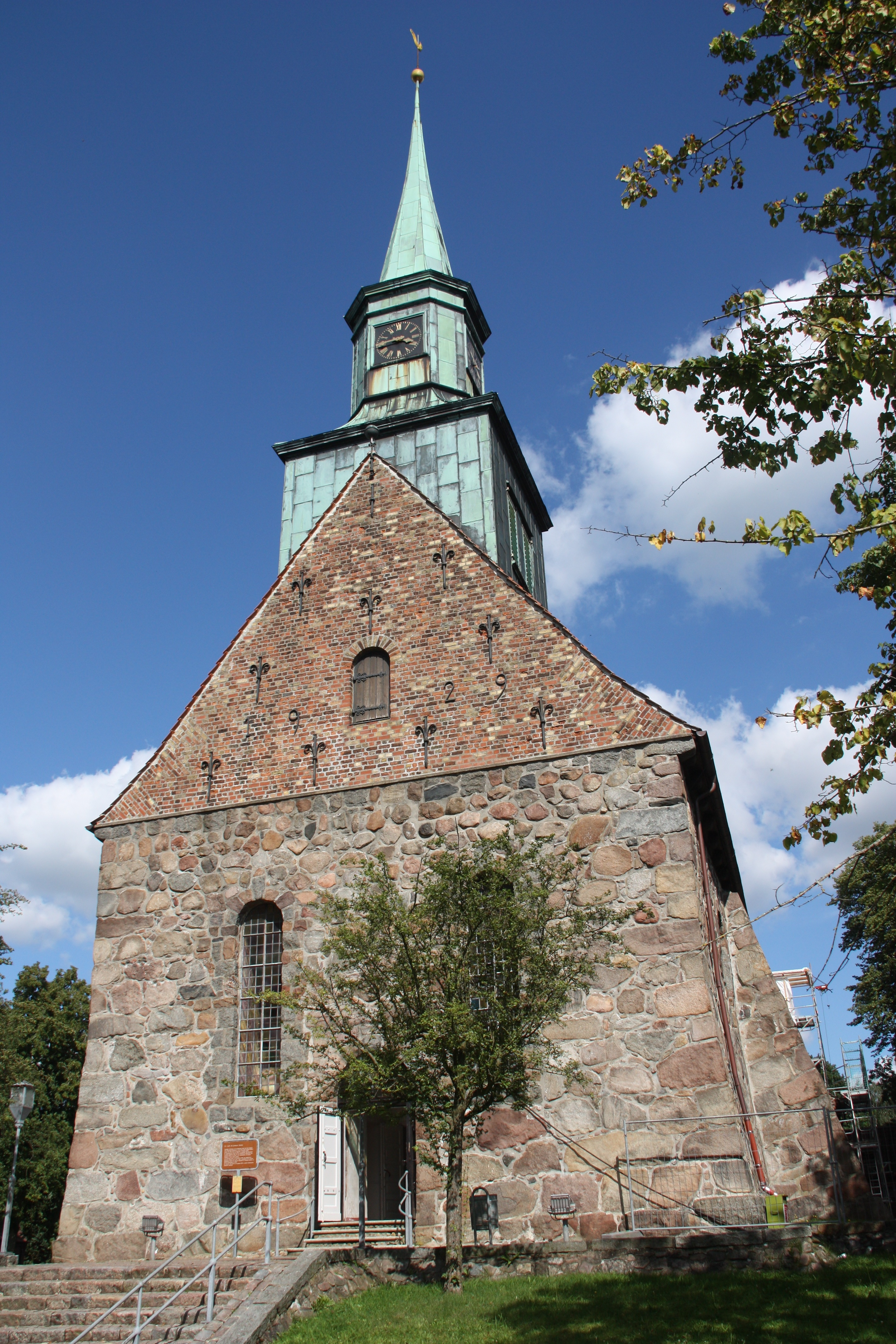
Turmseite

St. Cyriacus ist eine evangelisch-lutherische Feldsteinkirche in Kellinghusen, Holstein.

## Geschichte
Der Sage nach gründete Ansgar an diesem Ort eine Holzkirche oder Holzkapelle. Neben Schenefeld, Nortorf und Jevenstedt zählte Kellinghusen zu den vier holsteinischen Urkirchspielen. 1154 wurde die Kirche von Mönchen aus dem von Vizelin gegründeten Kloster in Wippendorf (Neumünster) erbaut. Nach Eintragungen im Stellauer Kirchenbuch fand Pastor Bielefeld 1728 in der Grundmauer des Turmes einen Stein, wonach die Kirche 1154 erbaut und Cyriacus geweiht sei.
1196 wurde die Kirche erstmals urkundlich erwähnt und der erste Priester, Johannes de Kelenghusen, bezeugt. Nach der Reformation war 1529 Henricus Fischer der erste evangelisch-lutherische Prediger. Am 26. Juni 1686 schlug ein Blitz in die Kirche ein, woraufhin sie bis auf die Kirchenmauern ausbrannte. Noch im selben Jahr konnte sie neu aufgebaut und eingeweiht werden.  Allerdings blieb die Kirche aus Geldmangel bis 1729 ohne Turm.
1727 begann ein von Baumeister Johann Georg Schott aus Heide geleiteter Umbau. 1729 wurde das Kirchenschiff verlängert und der Turm wieder errichtet, der nun auf der Spitze mit einem goldenen Hahn ausgestattet wurde. Gleichzeitig erhielt die Kirche eine neue Kanzel und einen neuen Altar.
1809–1839 wirkte der als Historiker bekannte Diakon Christian Kuß. 1879 wurde das bis dahin zur Propstei Rendsburg gehörende Kellinghusen durch die neue Schleswig-Holsteinische Landeskirche in die Propstei Rantzau einbezogen. Am 25. Juli 1929 brannte die Kirche erneut aus, diesmal ausgelöst durch einen Kurzschluss in der Orgelelektrik. Die gesamte barocke Einrichtung sowie der Turm wurden zerstört, die Feldsteinmauern blieben wiederum erhalten. 1930 konnte die Kirche wieder aufgebaut und am 15. März 1931 eingeweiht werden.

## Ausstattung

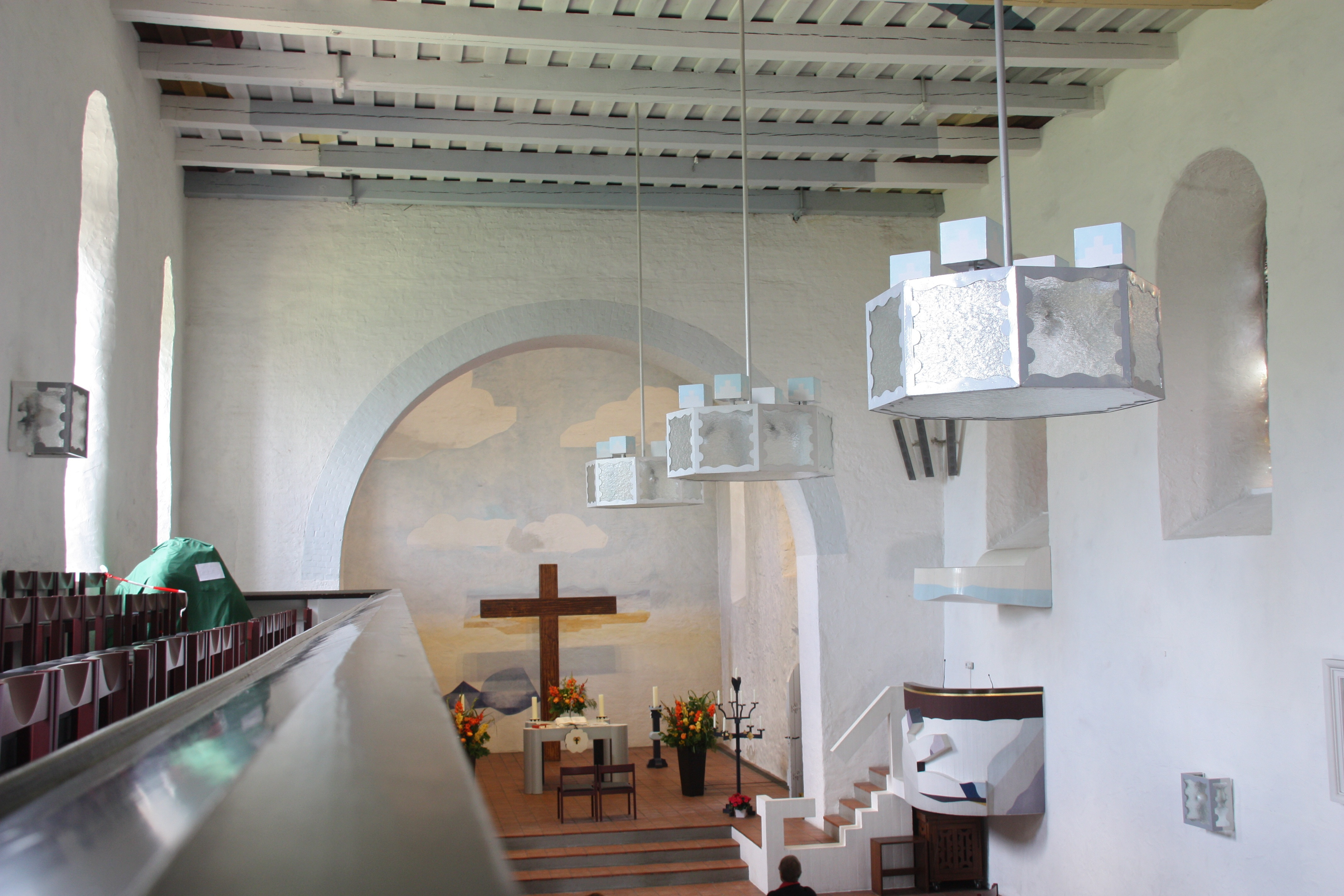
Innenraum, Blick von der Empore

### Klassische Ausstattung
Durch die beiden Brände 1636 und 1929 sind heute keine Stücke der alten Ausstattung in der Kirche erhalten geblieben. Nach dem letzten Brand wurde die Kirche im jeweils üblichen Zeitgeschmack ausgestattet, so erhielt sie 1935 in der Südwand vier Buntglasfenster aus der Werkstatt von Elisabeth Coester und 1955 einen eichenen Taufstock des Bildhauers Otto Flath. Die Fenster zeigen verschiedene Szenen aus dem gemeinsamen Leben von Maria und Jesus. Teile der weiteren Ausstattung werden seit 2004 in einem Ausstellungsraum im Turm gezeigt. Die größten sind der Fuß der alten Kanzel und die Christusfigur, die von 1930 bis 1960 im Altarraum hing.

### Moderne Ausstattung
Die Kirche ist durch ihre vollständige moderne Ausstattung bekannt geworden, die 1974 im Rahmen einer grundlegenden Renovierung des Innenraumes durchgeführt wurde. Die Neugestaltung erfolgte durch Hans Kock, unter dessen Leitung auch 1993 der Innenraum eine Farbauffrischung erhielt, wobei gleichzeitig die künstlerische Ausgestaltung vervollständigt wurde.
Hans Kock sah die Veränderung des Innenraumes als Gesamtkonzept, das „auf die[…] Fenster [der Südwand] eine Antwort“ geben musste. Für den Altarraum wählte er dazu das Motiv eines weiten Himmels über sonnigen goldenen Hügeln, das er als „Land hinter dem Kreuz, Gefilde[…] hoffenden Glaubens“ interpretiert wissen wollte. In den einzelnen Feldern der Empore auf der Nordseite stellt er stark stilisierte, sich spiegelnde und wiederholende Motive mit christlichem Bezug den Fenstern der Südseite gegenüber. Auch hier wieder Wolken, dazu verschiedene Abwandlungen von Engelsmotiven, Blumen, Kelche und an zentraler Stelle die Taube als Symbol des Heiligen Geistes.

## Glocken
1728 wurde eine kleine Glocke vom Schloss Breitenburg gekauft, sie zersprang jedoch nach kurzer Zeit. 1788 wurde eine große Glocke, 1726 Pfund schwer, im Turm aufgehängt und 1805 eine kleinere.
Die Kirche erhielt nach dem Brand von 1929 zwei neue Glocken. Eine von ihnen stiftete der Nordelbische Frauenverein, sie trägt die Inschrift Ehre sei Gott in der Höhe. Sie befindet sich noch heute in der Kirche, während die andere im Zweiten Weltkrieg eingeschmolzen wurde. 1957 konnte dank einer Spende wieder eine zweite Glocke angeschafft werden. Sie trägt die Inschrift Land, Land, höre des Herren Wort. Ebenfalls seit 1929 gibt es im Turm eine mechanische Kirchturmuhr der Fa. Korfhage & Söhne, deren Mechanik gleichzeitig die Läutehämmer steuert.

## Orgel

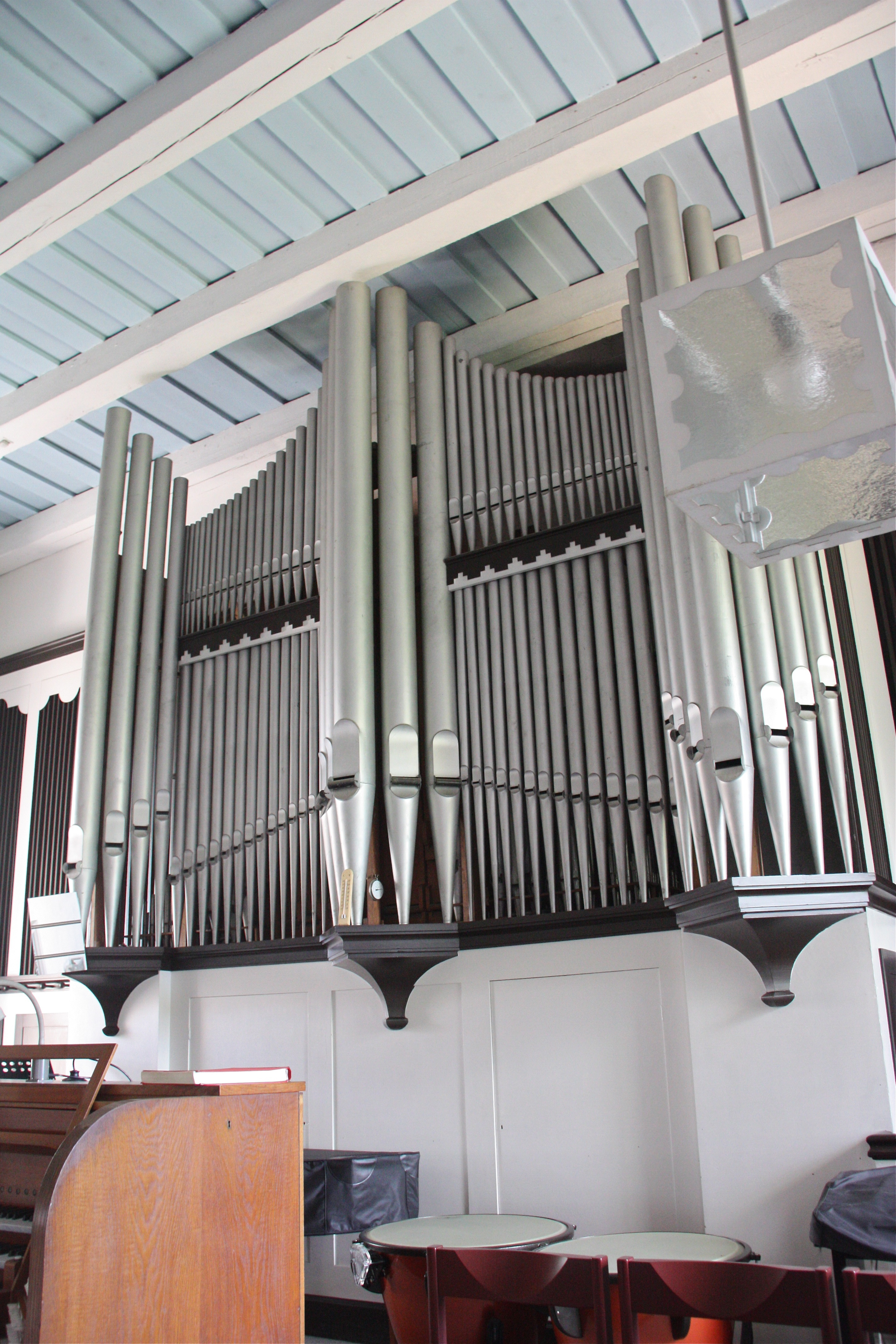
Orgelprospekt

1702–1730 besaß die Kirche zur Begleitung des Gemeindegesanges nur ein sogenanntes Positiv, eine nicht tragbare kleine Orgel ohne Pedal. 1730 wurde eine gebrauchte Orgel vom Gut Bothkamp gekauft, die bis zum Brand der Kirche im Jahr 1929 ihren Dienst tat.
Die heutige Orgel wurde 1930–1931 von der Orgelbaufirma Wilhelm Sauer erbaut. Das Taschenladen-Instrument hat 35 Register mit circa 2500 Pfeifen, davon zwei Transmissionen, auf drei Manualen und Pedal und ist insgesamt romantisch disponiert. Das Instrument hat pneumatische Trakturen, die 1960 durch die Firma Kemper (Lübeck) elektrifiziert wurden. Die Schwellvorrichtung setzt einen circa fünf Sekunden dauernden, pneumatisch gesteuerten Schwellvorgang in Gang. Die Disposition lautet:
| I Rückpositiv C–g3 |               |       |
| 1.                 | Gedackt       | 8′    |
| 2.                 | Prinzipal     | 4′    |
| 3.                 | Oktave        | 2′    |
| 4.                 | Waldflöte     | 1 ⁄3′ |
| 5.                 | Schweitzerpf. | 1′    |
| 6.                 | Zimbel III    |       |
| 7.                 | Krummhorn     | 8′    |
|                    | Tremulant     |       |

| II Hauptwerk C–g3 |                 |     |
| 8.                | Bordunprinzipal | 16′ |
| 9.                | Prinzipal       | 8′  |
| 10.               | Rohrflöte       | 8′  |
| 11.               | Quintade        | 4′  |
| 12.               | Oktave          | 4′  |
| 13.               | Gambe           | 8′  |
| 14.               | Rauschpfeife II |     |
| 15.               | Mixtur IV–VI    |     |
| 16.               | Trompete        | 8′  |

| III Schwellwerk C–g3 |              |        |
| 17.                  | Quintatön    | 16′    |
| 18.                  | Holzflöte    | 8′     |
| 19.                  | Salizional   | 8′     |
| 20.                  | Rohrflöte    | 4′     |
| 21.                  | Spitzflöte   | 4′     |
| 22.                  | Nasat        | 2 ⁄3′  |
| 23.                  | Rohrflöte    | 2′     |
| 24.                  | Terz         | 1 3⁄5′ |
| 25.                  | Scharff IV–V |        |
| 26.                  | Schalmei     | 8′     |
|                      | Tremulant    |        |

| Pedalwerk C–f1 |                       |     |
| 27.            | Prinzipal             | 16′ |
| 28.            | Subbaß                | 16′ |
| 29.            | Gedackt (= Nr. 1)     | 8′  |
| 30.            | Violon                | 8′  |
| 31.            | Spitzflöte (= Nr. 21) | 4′  |
| 32.            | Oktave                | 2′  |
| 33.            | Mixtur V              |     |
| 34.            | Posaune               | 16′ |
| 35.            | Trompete              | 4′  |

- Koppeln: I/II, III/I, III/II, I/P, II/P, III/P
- Spielhilfen: Handregister, drei freie Kombinationen, zwei freie Pedalkombinationen, tutti, Absteller (Zungen, Walze, Koppeln), Registercrescendo-Walze

## Fotografien und Karte
Koordinaten: 53° 56′ 57″ N, 9° 43′ 8″ O

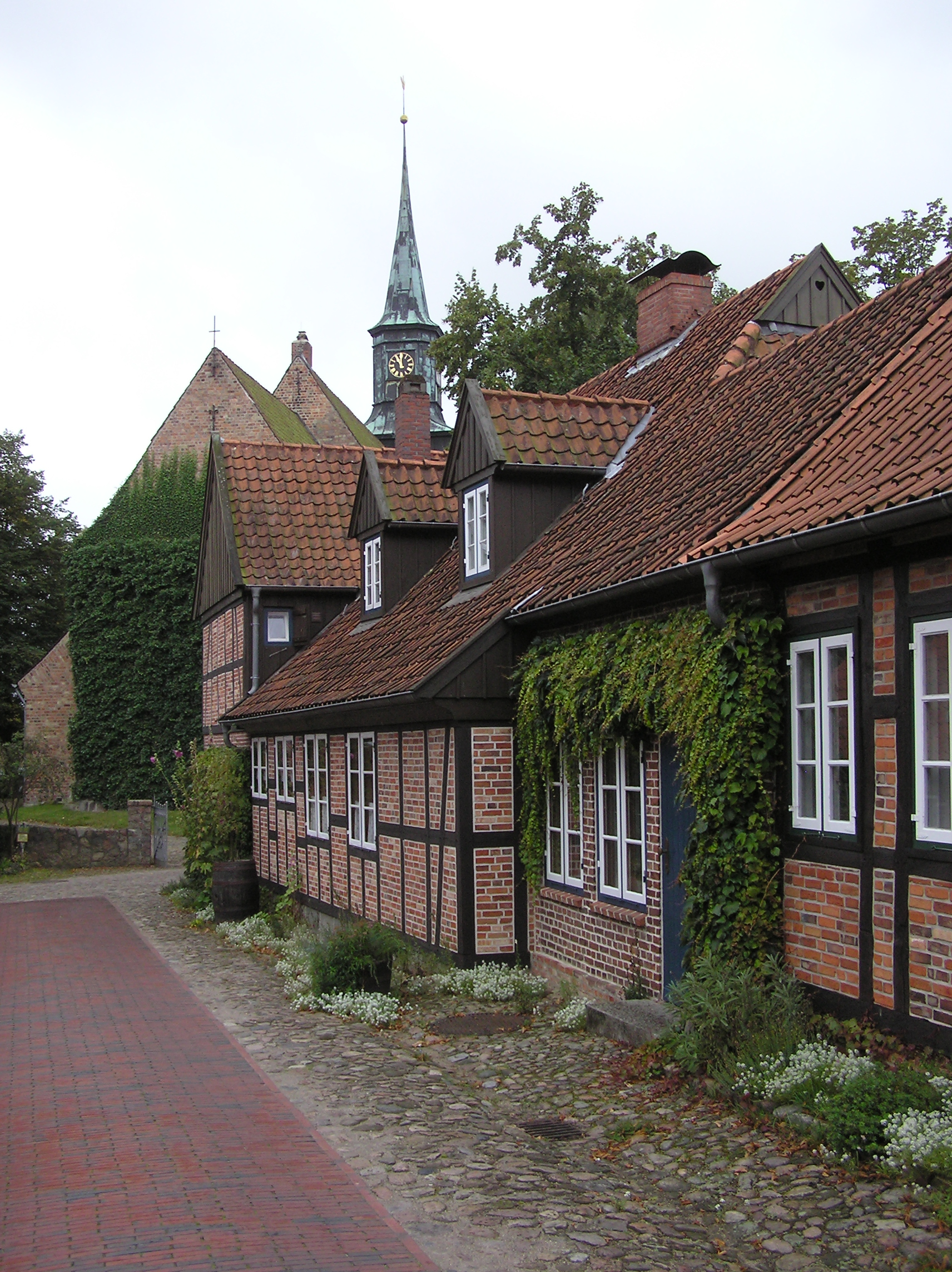
Blick auf die Kirche
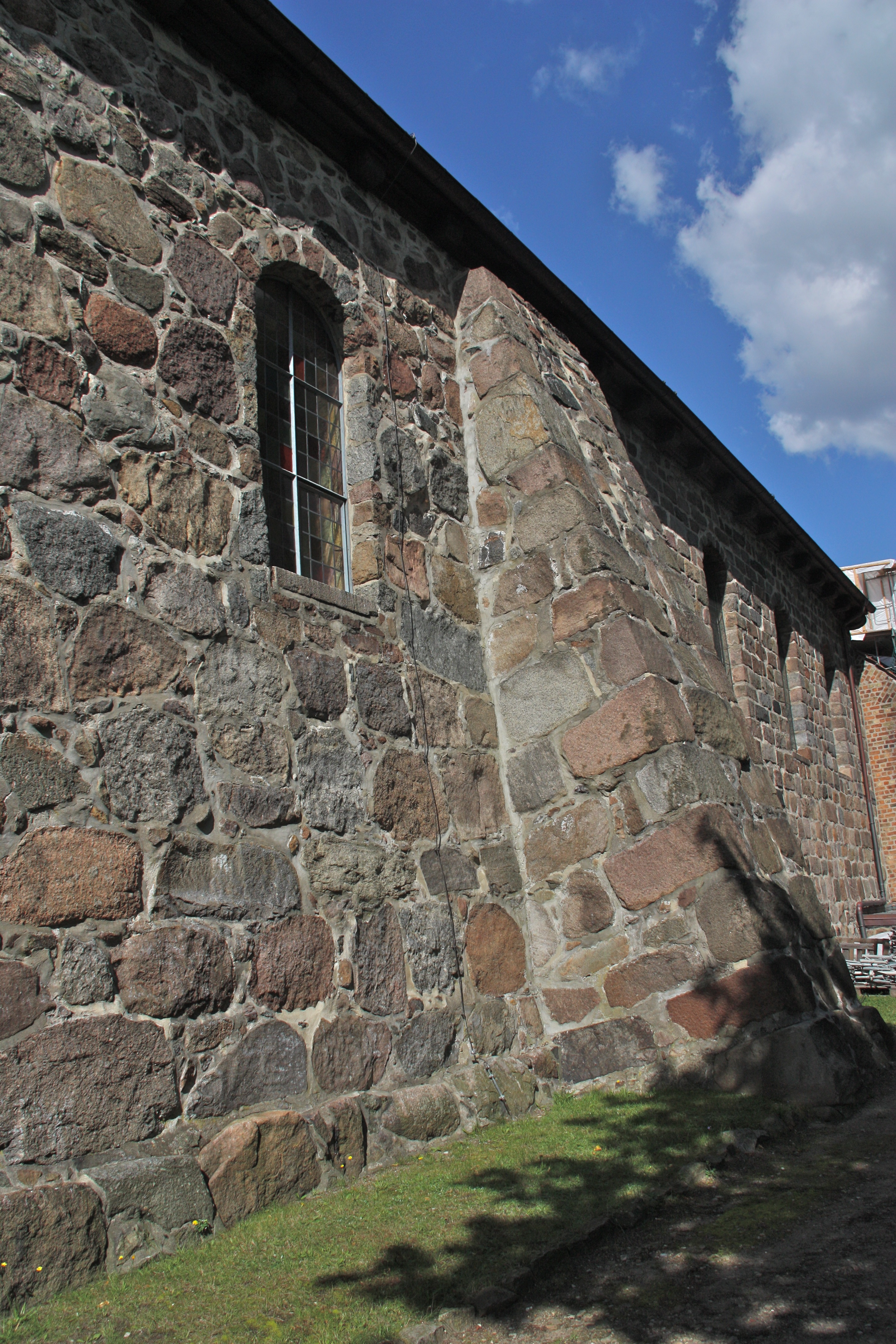
Seitenwand
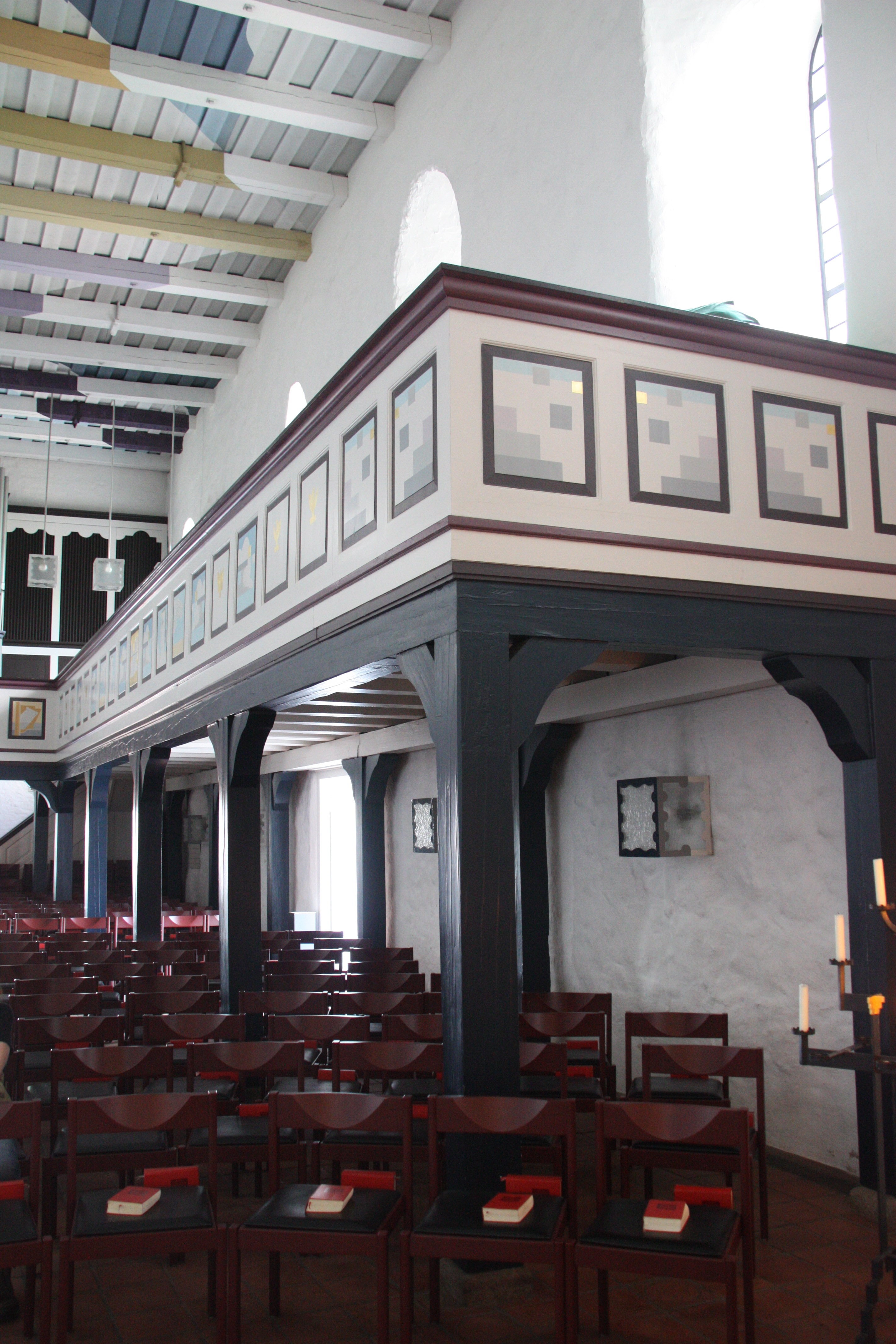
Innenraum, Seitenempore
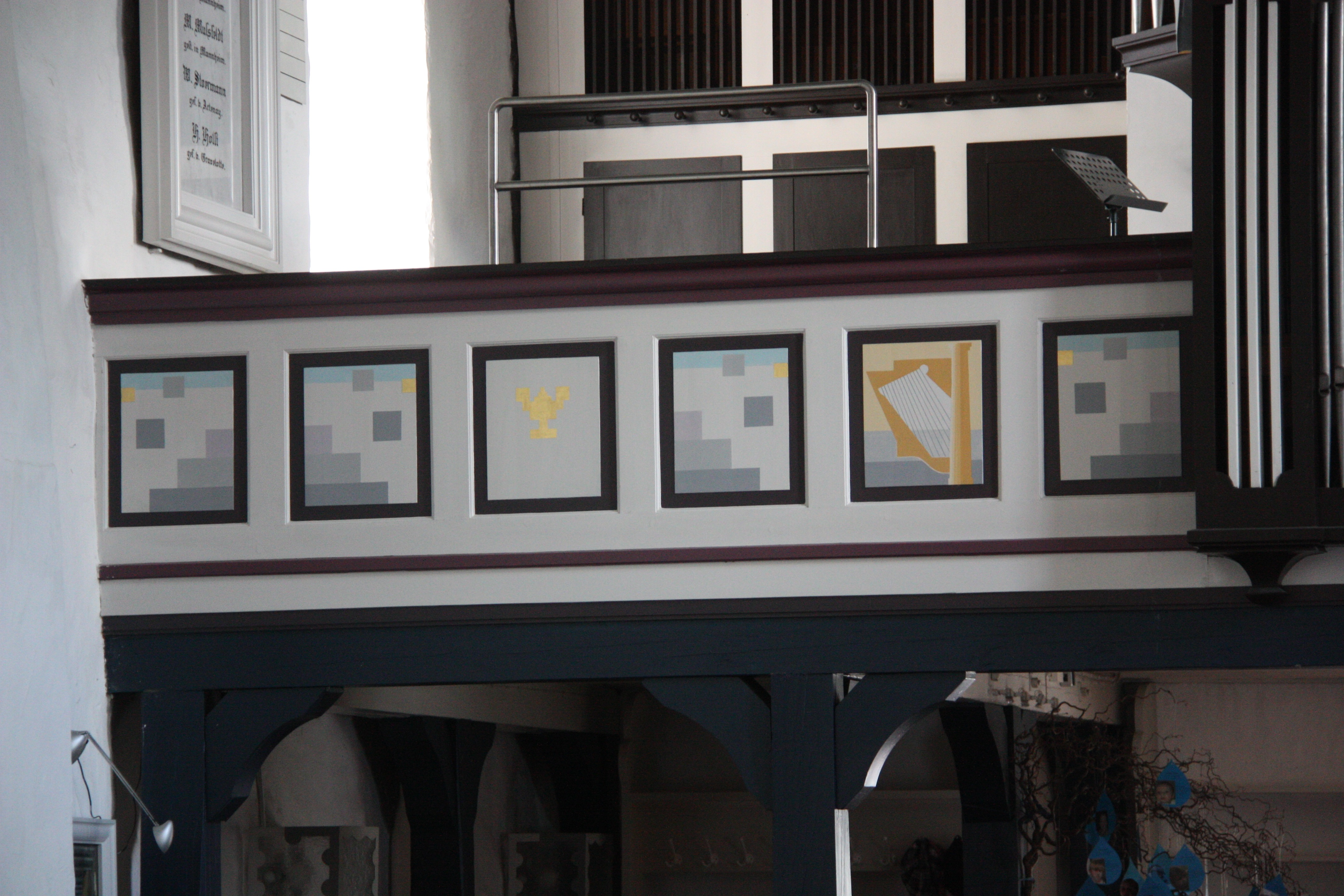
Orgelempore
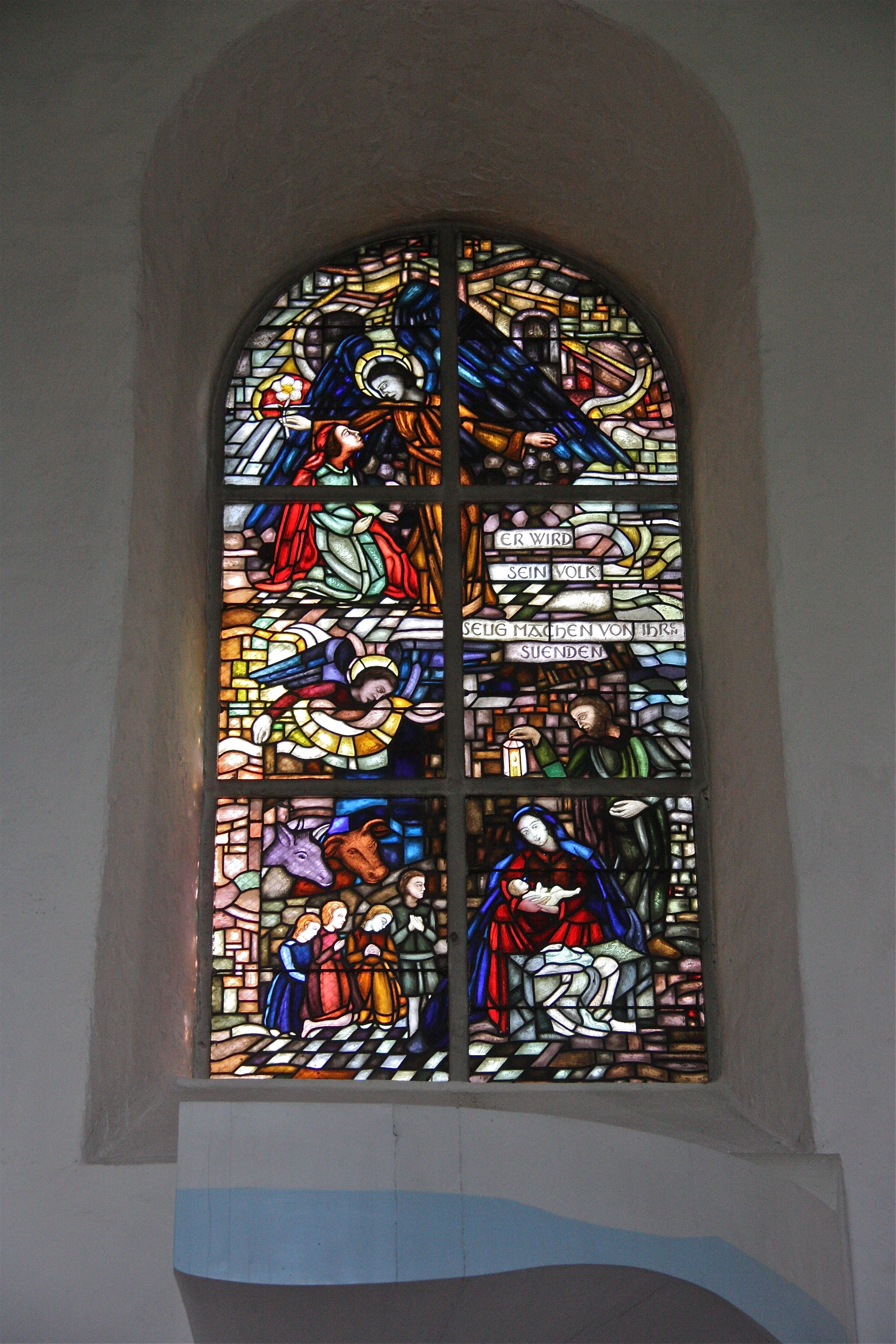
Seitenfenster über der Kanzel